# Melanophthalma curticollis
Melanophthalma curticollis är en skalbaggsart som först beskrevs av Mannerheim 1844.  Melanophthalma curticollis ingår i släktet Melanophthalma, och familjen mögelbaggar. Arten är reproducerande i Sverige.